# 野马
野馬（学名：Equus ferus）是马科马属的一种，其中已灭绝的欧洲野马一般被认为是家马的直系祖先，而蒙古野马（即普氏野马）则是目前仅存的真正野生亚种。然而，根据2018年美国科学杂志《Science》上的论文，世界上的野马已经灭绝，普氏野马实际上是从饲主那里逃出来的家马的后代。